# Prostitution en Afghanistan
La prostitution en Afghanistan est illégale, avec des peines allant de 5 à 15 ans d'emprisonnement. Le pays est profondément religieux et l'un des pays les plus conservateurs au monde. Les relations sexuelles hors mariage sont illégales et peuvent entraîner la peine de mort. Malgré les restrictions, des activités de prostitution ont été signalées à Kaboul ainsi qu'à Mazâr-e Charîf,. Un certain nombre de femmes de Chine, d’Iran, du Pakistan, des Philippines, du Tadjikistan, d’Ouganda et d’autres pays ont été importées à des fins de prostitution en Afghanistan,,,. Selon le département chargé des crimes sexuels du ministère de l'Intérieur afghan, environ 2 à 3 arrestations pour prostitution ont été effectuées chaque semaine en Afghanistan entre 2007 et 2008.
Sous l'ancien régime taliban, la prostitution existait clandestinement à Kaboul, bien qu'elle soit interdite en raison du gouvernement suivant une interprétation très stricte de la charia. Melissa Ditmore a rapporté dans Encyclopedia of Prostitution and Sex Work que, pendant leur règne, le trafic des femmes à des fins de prostitution avait prospéré,. Les prostituées travaillaient principalement à partir de leurs maisons privées appelées Qalas et à Kaboul. Il est estimé qu'il y avait entre 25 et 30 lupanars cachés,.

## Légalité et conséquences
La pratique de la prostitution en Afghanistan est illégale, avec des peines allant de 5 à 15 ans d'emprisonnement et 80 coups de fouet si la personne est célibataire. Les prostituées mariées sont considérées comme des adultères selon le code pénal afghan. La prostitution est encore plus strictement interdite par les talibans : ceux qui ont des relations sexuelles extraconjugales risquent des meurtres extrajudiciaires par des fondamentalistes culturels et des islamistes.

### Risques extrajudiciaires
- En juillet 2008, deux femmes ont été accusées de diriger un service secret de prostitution et de travailler pour la police, et ont été tuées par les talibans dans la province de Ghazni, bien que les autorités locales ainsi que l'armée américaine de la région aient alors affirmé que les femmes étaient innocentes des faits reprochés[13],
- Deux femmes accusées de prostitution ont été abattues en juillet 2010[14].

## Ampleur du phénomène
La prostitution dans le pays serait principalement due à la pauvreté et aux déplacements de populations. L'interdiction pour les femmes de travailler pendant le régime taliban a obligé certains enfants des rues à se livrer au commerce pour gagner leur vie. Selon le rapport 2010 sur la traite des personnes de l'ambassade des États-Unis à Kaboul, des femmes d'Iran, du Tadjikistan, de Chine, peut-être d'Ouganda, et d'autres endroits, ont été contraintes de se prostituer en Afghanistan.
On pense que les femmes du Tadjikistan sont victimes de trafic à travers l'Afghanistan vers d'autres pays à des fins de prostitution. Les femmes iraniennes victimes de la traite transitent par l'Afghanistan en route vers le Pakistan. Des femmes afghanes ainsi que des garçons et des filles parmi les réfugiés récemment rentrés des pays voisins auraient été contraints à la prostitution, et un certain nombre d'enfants y auraient également été vendus par leur famille,.
Le nombre de prostituées en Afghanistan est relativement faible. Un rapport de 2007 de l'université du Manitoba suggère qu'il pourrait y avoir environ 900 prostituées à Kaboul, qui est une ville de plus de 4 millions d'habitants aujourd'hui. Les dernières estimations montrent qu'il pourrait y avoir entre 11 000 et 12 500 professionnel(le)s du sexe dans le pays,,. Environ deux à trois arrestations pour prostitution ont été effectuées au niveau national entre 2007 et 2008 chaque semaine, selon le département chargé des crimes sexuels du ministère de l'Intérieur afghan.

### Lupanars
Les lupanars, parfois tenus par des étrangers, et parfois liés à des réseaux criminels plus importants, ont réussi à exister en versant des pots-de-vin à des policiers venus les perquisitionner,,. Il y a eu des rapports faisant état de plusieurs lupanars à Mazâr-e Charîf, mais on ne sait pas s'ils existent encore aujourd'hui.
La capitale Kaboul a vu un certain nombre de bordels chinois («restaurants chinois») ouverts entre 2002 et 2006. Quatre ans plus tard, une série de raids de la police a réduit le nombre de bordels à 3, qui s'adressaient, selon Reuters, à une clientèle internationale à revenu élevé, et, selon USA Today, principalement aux hommes afghans,.

## Prostitution masculine
Comme dans de nombreux autres pays islamiques, danser ouvertement devant des hommes est un tabou majeur dans la culture afghane pour les femmes. Les hommes et les femmes sont séparés pendant les mariages et autres fêtes. Faisant office de divertissement pour adultes, les jeunes hommes s'habillent comme des femmes et dansent devant des hommes pour gagner de l'argent. Ainsi, des «Bacha bereesh» (qui signifie «garçons sans barbe» en persan) dansent occasionnellement pour divertir les hommes lors de certaines fêtes, en particulier dans le nord de l'Afghanistan. Des mécènes puissants exploitent parfois sexuellement les danseurs,. On estime qu'environ 10 000 hommes à travers l'Afghanistan se livrent à des activités sexuelles avec d'autres hommes.

## La "malédiction du 39"
La « malédiction du 39 » fait référence à la croyance dans certaines parties de l'Afghanistan que le nombre 39 est maudit ou un insigne de honte car il est prétendument lié à la prostitution.
La cause du caractère indésirable de ce numéro n'est pas claire, mais il a été largement affirmé avoir été associé à un proxénète, qui vivrait prétendument dans la ville occidentale de Herat, qui a été surnommé «39» d'après la plaque d'immatriculation de sa voiture de luxe et le numéro de son appartement.  
Les plaques d'immatriculation des véhicules comportant le numéro sont considérées comme si indésirables que les véhicules et les appartements portant les chiffres seraient pratiquement invendables dans la capitale, Kaboul. Les conducteurs de ces véhicules ont signalé avoir été victimes d'abus et de moqueries de la part de piétons et d'autres conducteurs, et certains ont vu leur plaque d'immatriculation modifiée pour masquer les numéros. Un de ces chauffeurs, Zalmay Ahmadi, a déclaré au Guardian : «Quand je conduis, toutes les autres voitures font clignoter leurs lumières, font sonner leurs klaxons, et les gens me montrent du doigt. Tous mes camarades de classe m'appellent maintenant "colonel 39".

## Traite des êtres humains
En 2019, le Bureau de surveillance et de lutte contre la traite des personnes du département d'État des États-Unis a rétrogradé l'Afghanistan au rang de pays de la « liste de surveillance de niveau 2 » et, en 2020, le pays a encore été rétrogradé au « niveau 3 ». Le Gouvernement afghan ne satisfait pas pleinement aux normes minimales d’élimination de la traite et ne fait pas d’efforts importants pour y parvenir.
Le média afghan TOLOnews a rapporté en 2013 qu'un petit nombre de femmes et de filles sont littéralement vendues dans certaines parties de la province de Nangarhar. Certaines des victimes auraient été transférées au Pakistan voisin. Il s'agit principalement de la tribu Shinwar, qui compte des membres des deux côtés de la ligne Durand.